# Jaco Engelbrecht
Jaco Engelbrecht (né le 8 mars 1987) est un athlète sud-africain, spécialiste du lancer du poids.

## Biographie
Il remporte la médaille de bronze lors des Jeux africains de 2015, à Brazzaville.
En 2016 il devient champion d'Afrique à Durban, grâce à un lancer à 20,00 m.

### Palmarès
| Date | Compétition            | Lieu        | Résultat | Marque  |
| ---- | ---------------------- | ----------- | -------- | ------- |
| 2011 | Universiade            | Shenzhen    | 7e       | 18,97 m |
| 2011 | Jeux africains         | Maputo      | 2e       | 18,89 m |
| 2012 | Championnats d'Afrique | Porto-Novo  | 4e       | 17,91 m |
| 2013 | Universiade            | Kazan       | 5e       | 19,48 m |
| 2015 | Universiade            | Gwangju     | 6e       | 19,20 m |
| 2015 | Jeux africains         | Brazzaville | 3e       | 19,55 m |
| 2016 | Championnats d'Afrique | Durban      | 1er      | 20,00 m |

### Records
| Épreuve         | Performance | Lieu         | Date          |
| --------------- | ----------- | ------------ | ------------- |
| Lancer du poids | 20,45 m     | Stellenbosch | 18 avril 2015 |